# Tuř
Tuř là một làng thuộc huyện Jičín, vùng Královéhradecký, Cộng hòa Séc.